# Ineffabilis Deus
L'Ineffabilis Deus è la costituzione apostolica con la quale il papa Pio IX proclamò l'8 dicembre 1854 il dogma dell'Immacolata concezione di Maria.
Il documento passa in rassegna la tradizione della Chiesa in merito all'Immacolata, indicando che le radici del dogma si trovano nel lungo tempo in cui è stata celebrata la festa dell'Immacolata nella Chiesa occidentale e orientale. Richiama anche l'assenso dato nel 1849 da parte dei vescovi cattolici di tutto il mondo nel momento in cui fu loro chiesto di esprimere la loro opinione in materia.
La frase centrale del documento è il paragrafo che esprime il dogma dell'Immacolata: